# Entesa Catalana de Progrés
La Entesa Catalana de Progrés (en español, «Acuerdo Catalán de Progreso») fue una coalición electoral española al Senado, constituida en grupo parlamentario durante las legislaturas VII, VIII y IX. La integraron los principales partidos catalanes de izquierdas: el Partit dels Socialistes de Catalunya (referente en Cataluña del PSOE), Esquerra Republicana, Iniciativa per Catalunya Verds y, desde 2002, Esquerra Unida i Alternativa (referente de Izquierda Unida en Cataluña).

## Historia
La coalición fue creada para las elecciones generales de 2000 y se reeditó para las de 2004 y 2008. En todas ellas, la Entesa ha sido la lista mayoritaria en las cuatro circunscripciones catalanas habiendo ganado los tres senadores reservados a dicha lista. A los escaños obtenidos en las elecciones generales se unen los senadores designados por el Parlamento de Cataluña correspondientes a los partidos que forman la Entesa, tres en 2000, cuatro desde diciembre de 2003, y de nuevo tres tras los comicios catalanes de 2010. Durante su existencia, ha sido el tercer grupo parlamentario del Senado después del Partido Popular y el Partido Socialista en número de senadores electos. En la legislatura 2008-2011 la formaban 15 senadores: 10 del PSC, 3 de ERC y 2 de ICV.[cita requerida]
En septiembre de 2011 Esquerra anunció que no participaría de nuevo en la coalición para las elecciones generales de noviembre de dicho año, concurriendo en solitario. Sin embargo, PSC e ICV manifestaron su intención de seguir presentándose juntos. Finalmente la coalición para las elecciones de 2011 está formada por PSC,  ICV y EUiA con el nombre de Entesa pel Progrés de Catalunya.

## Resultados electorales
| Comicios | # de escaños | +/– | Notas                                     |
| -------- | ------------ | --- | ----------------------------------------- |
| 2000     | 8/350        |     |                                           |
| 2004     | 12/350       | 4   | De ellos, 8 del PSC, 3 de ERC y 1 de ICV. |
| 2008     | 12/350       | 0   | De ellos, 8 del PSC, 3 de ERC y 1 de ICV. |